# Hinterautal-Vomper-keten

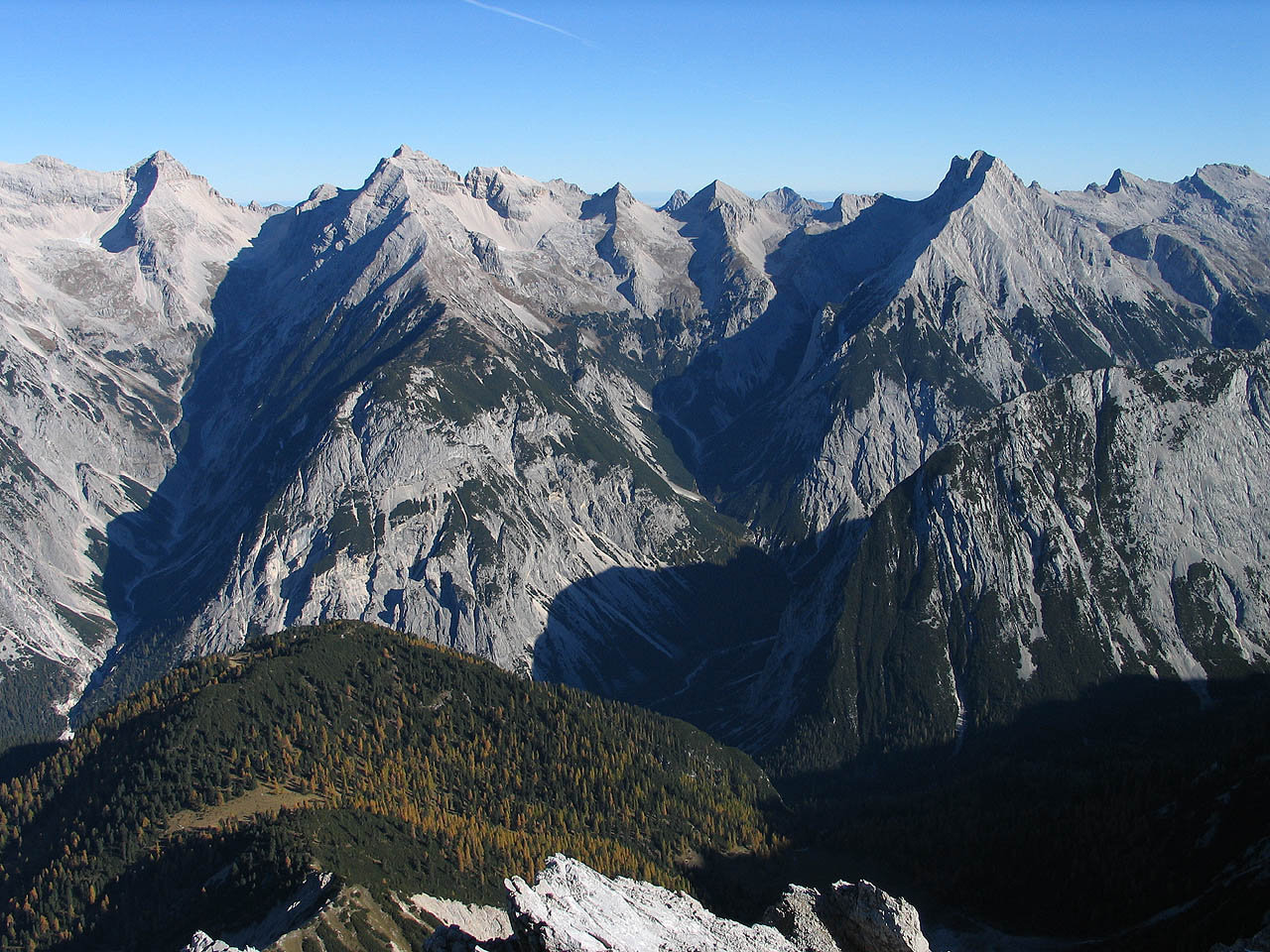
Het middendeel van de Hinterautal-Vomper-keten van de Karwendel, bezien vanuit het zuiden, vanaf de Östliche Ödkarspitze tot aan de Laliderer Wand

De Hinterautal-Vomper-keten, ook wel de Karwendelhoofdketen genoemd, is de langste bergketen in de Karwendel in de Oostenrijkse deelstaat Tirol. De bergketen telt talrijke bergtoppen met een hoogte boven 2500 meter. Daaronder bevinden zich ook de hoogste bergtoppen van het hele Karwendelgebergte, de Birkkarspitze (2749 meter) en zijn iets lagere buurtop Mittlere Ödkarspitze (2745 meter). De hoofdketen bestaat uit de westelijke Hinterautalketen en de oostelijk gelegen Vomperketen. De keten ligt dwars door het Karwendelgebergte, vanaf Scharnitz in het westen tot bij het dorp Vomp in het Unterinntal. 
Belangrijkste bergtoppen:
1. Birkkarspitze (2749 meter)
2. Mittlere Ödkarspitze (2745 meter)
3. Östliche Ödkarspitze (2738 meter)
4. Kaltwasserkarspitze (2733 meter)
5. Große Seekarspitze (2679 meter)
6. Grubenkarspitze (2663 meter)
7. Breitgrieskarspitze (2590 meter)
8. Laliderer Spitze (2583 meter)
9. Hochglück (2573 meter)
10. Pleisenspitze (2569 meter)
11. Hochnissl (2546 meter)
12. Larchetkarspitze (2541 meter)
13. Lamsenspitze (2508 meter)
14. Sunntigerspitze (2321 meter)